# چمن‌خروس بزرگ
چمن‌خروس بزرگ (نام علمی: Tympanuchus cupido)، گاهی اوقات بومر نامیده می‌شود، یک پرنده بزرگ در خانواده سیاه‌خروس است. این گونه زمانی در آمریکای شمالی فراوان بود اما به سبب نابودی زیستگاه، بسیار کمیاب شده و در بیشتر محدوده خود منقرض شده‌است. اقدامات حفاظتی برای اطمینان از پایداری جمعیت‌های کوچک موجود در حال انجام است. یکی از شناخته‌شده‌ترین جنبه‌های زندگی این پرندگان، مراسم جفت‌گیری به نام بومینگ است.

## زیرگونه‌ها
سه زیرگونه وجود دارد.
- چمن‌خروس خلنگزار، Tympanuchus cupido cupido، که از نظر تاریخی در امتداد سواحل اقیانوس اطلس یافت شده‌است، منقرض شده‌است. احتمالاً یک گونه متمایز بود. در این مورد دو شکل دیگر T. pinnatus pinnatus و T. p. attwateri خواهند بود.
- چمن‌خروس اتوار T. c. attwateri یک گونه در خطر انقراض و محدود به ساحل تگزاس است.
- چمن‌خروس بزرگ، T. c. pinnatus، اکنون به بخش کوچکی از دامنه پراکنش پیشین خود محدود شده‌است.

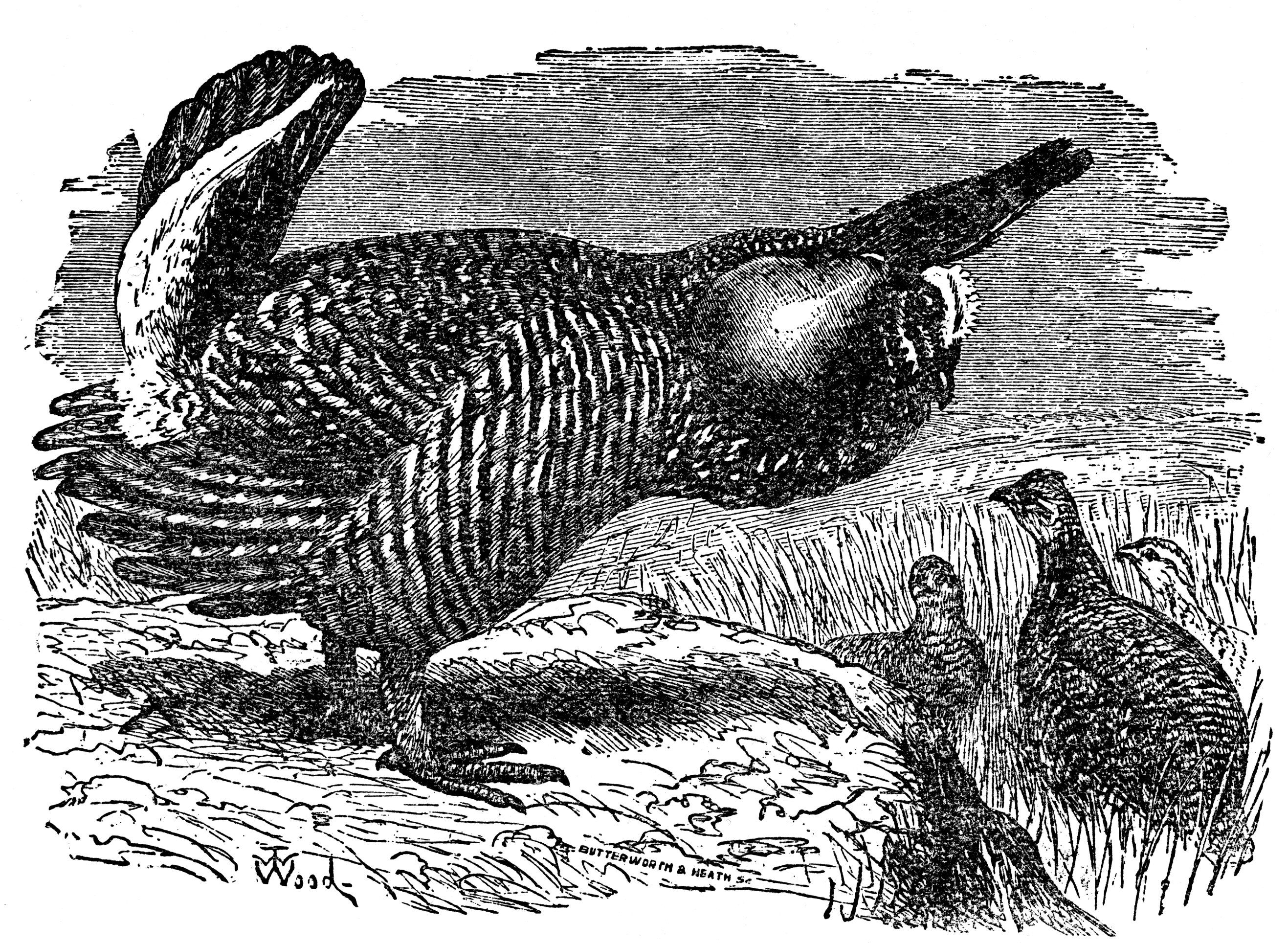
نگارهٔ Tetrao cupido توسط TW Wood برای ویرایش دوم کتاب تبار انسان و انتخاب طبیعی در ارتباط با جنسیت داروین، در سال ۱۸۷۴ کشیده شده‌است.